# Vulcan Owners Club België
Vulcan Owners Club België (VOCB) is een Belgische motorclub en de nationale onderafdeling (chapter 32) van de Vulcan Riders Association. Doelgroep zijn de eigenaars van een motorfiets type Kawasaki Vulcan.

## Geschiedenis
In het najaar van 1998 ontstond de idee bij enkele Vulcan-rijders om, net zoals in verschillende omringende landen, te starten met een Vulcan Owners Club Belgium. In het voorjaar van 1999 waren de statuten op papier gezet en werd de club officieel opgestart. Het ledenbestand, merendeel rijders uit Vlaanderen, bereikte in het eerste jaar al de kaap van 100. In 2000 werd het hedendaagse nationaal bestuur verkozen. Omdat er leden uit alle Vlaamse provincies aanwezig waren, werd er ook per provincie een regiohoofd aangeduid. Elke regio staat jaarlijks in voor de organisatie van één of twee regioritten. In 2005 werd door Vulcan Riders Nederland de eerste internationale “Vulcan Rally” georganiseerd in Nederland, waarna de Europese chapters beslisten dit jaarlijks te organiseren in een ander land. In 2007 werd door VOCB de derde internationale Vulcan Rally georganiseerd in België en deed dat ook in 2011.

## Regio’s
VOCB is onderverdeeld in volgende regio’s:
- Antwerpen
- Brussel
- Henegouwen
- Limburg
- Oost-Vlaanderen
- Vlaams-Brabant
- West-Vlaanderen